# Von Mises-spanning

2D-Plot van het criterium van Tresca en Von Mises

3D-Plot van de vloeioppervlakken van het criterium van Tresca en Von Mises

Het criterium van Von Mises, genoemd naar de Oostenrijker Richard von Mises, geeft aan wanneer een monster plastisch vervormt onder een meerdimensionale aangebrachte spanning. Wordt slechts in één richting een spanning aangebracht, dan moet die spanning onder de vloeigrens {\displaystyle (\sigma _{Y})} blijven, werken de spanningen in meerdere richtingen dan moet een benaderd vloeicriterium gebruikt worden (zie ook Criterium van Tresca). 
Meer algemeen biedt de Von Mises-spanning {\displaystyle (\sigma _{v})} een mogelijkheid een aangebrachte meerdimensionale spanning met een standaard trekproef (spanning in één richting) te vergelijken.

## Von Mises-spanning
De meerdimensionale spanningen (normaal- en schuifspanningen) op een monster aangebracht zijn vergelijkbaar met een eendimensionale spanning {\displaystyle \sigma _{vgl}} die op het monster wordt aangebracht door een trekproef:
{\displaystyle \sigma _{vgl}={\frac {1}{\sqrt {2}}}{\sqrt {[(\sigma _{xx}-\sigma _{yy})^{2}+(\sigma _{yy}-\sigma _{zz})^{2}+(\sigma _{zz}-\sigma _{xx})^{2}+6\sigma _{xy}^{2}+6\sigma _{yz}^{2}+6\sigma _{zx}^{2}]}}}

## Von Mises-criterium
Net zoals het monster in een trekproef plastisch vervormt bij een spanning hoger dan de vloeigrens, vervormt het monster onder 3D-spanningen indien de Von Mises-spanning de vloeigrens overstijgt:
{\displaystyle \sigma _{vgl}>\sigma _{v}}, of

{\displaystyle {\frac {1}{\sqrt {2}}}{\sqrt {[(\sigma _{xx}-\sigma _{yy})^{2}+(\sigma _{yy}-\sigma _{zz})^{2}+(\sigma _{zz}-\sigma _{xx})^{2}+6\sigma _{xy}^{2}+6\sigma _{yz}^{2}+6\sigma _{zx}^{2}]}}>\sigma _{v}}